# RAVEMAN
RAVEMAN（レイブマン）は、3人組のテクノユニット。主にリミックスを中心に活動していた。

## メンバー
- KIM RAVEMAN
- GEE RAVEMAN
- U.S-TOM
- TERRY-T / T-EFFECT (新しい名前 CHOSEN EFFECT)

## 経歴など
- ダンスチャートの1位になるなど、今なおダンスチャートのシーンに残るユニットである。
- 1994年にシングル「PUMPIN'」でデビュー。1998年に解散。
- メンバーのKIM RAVEMANはm.o.v.eのt-kimura、GEE RAVEMANはクラブハウスユニットGTSのDJ GEE（株式会社ARTIMAGE代表取締役の浅川真次）、U.S-TOMはm.o.v.eのmotsuと同一人物である（"U.S-TOM"を反対から読むと"motsu"になる）。TERRY-T. とは、カルフォルニア州出身のラッパーであり、過去にKIM RAVEMAN(t-kimura)とは、SUBSONIC FACTORというユニットで組んでいた。（SUBSONIC FACTORでは、t-kimuraはTAKASHI KIMURAという名義だった。）
- CDが全て廃盤になってしまった為、現在は品薄であり、幻のCDとも呼ばれている。
- 大手ネット通販サイトamazon.co.jpにてアルバム「PUMPIN'」が、既に廃盤になった後一度だけ販売されていた。

## ディスコグラフィー

### シングル
- PUMPIN' （1994/3/21）
- i luv hamburgers（RAVEMAN featuring TERRY-T & Sweet Jodi）

### アルバム
- PUMPIN'（1995/2/10）

## 主なリミックス参加作品
- 寒い夜だから…,GOING 2 DANCE,Silver and Gold dance（他）/TRF
- 太陽のSEASON/安室奈美恵
- Bomb A Head! / m.c.A・T
- RHYTHM EMOTION / TWO-MIX
- Tokyo Go!,Jealousy（他）/ジョン・ロビンソン
- MOVIN' favorite blue hyper mix / 新世界楽曲雑技団